# Лунін Михайло Михайлович
Лунін Михайло Михайлович (1806, за ін. даними, 1809 — 14 жовтня 1844) — історик. Професор (1837).

## Біографія
Народиіся в м. Дерпт (нині м. Тарту, Естонія) в купецькій родині. 1828 закінчив Дерптський ун-т із ступенем кандидата і працював чиновником департаменту податків. 1830–33 навч. в Професорському ін-ті при Дерптському ун-ті, під кер-вом проф. К.Моргенштерна підготував там і 1832 захистив магістерську дис. на тему: «Prolegomena ad res Achaeorum», присвячену давній грец. історії та взаємозв'язку к-р Стародавньої Греції і країн Сходу. 1833 направлений на 2 роки до Берлінського університету «для остаточного удосконалення в науках», слухав там курс геґелівської філософії історії, відвідував лекції Л.Ранке, К.Ріттера, Ф.Савін'ї. Після повернення в Російську імперію отримав посаду ад'юнкта на ка-федрі заг. історії Харків. ун-ту (нині Харківський національний університет). У серпні 1836 виголосив в ун-ті промову «О влиянии Вальтер Скотта на новейшие изыскания по части средней истории». Від 1837 — екстраординарний, а з 1838 — ординарний професор Харків. ун-ту. Читав курси лекцій з давньої, середньовічної та нової історії зарубіжних країн. Протягом кількох років вів семінар у Пед. ін-ті при Харків. ун-ті для студентів, які навч. за держ. кошти («казеннокоштні студенти»). Знайомив їх з методами істор. дослідження, критикою джерел, принципами відбору і реконструкції істор. матеріалу, прийомами майстерності його викладу.
П., повертаючись із-за кордону в м. Київ після важкої хвороби.
У різні роки оприлюднив низку статей в «Журнале Министерства народного просвещения» і «Москвитянине». Працював над створенням курсу заг. історії (довів виклад стародавньої історії до часів Пунічних війн 3–2 ст. до н. е., середньовічної — до хрестових походів, а нової — до Вестфальського миру 1648; записи лекцій не збереглися, за деякими оцінками, їх обсяг складав не менше 4-х об'ємних томів).
Сучасники прирівнювали його інтелектуальний вплив на наук. життя в Харкові до аналогічного впливу Т.Грановського в Москві. Зазнав цього впливу, зокрема, М.Костомаров. Фактично Л. створив харків. школу заг. історії, яка за своїм теор. рівнем не поступалася подібним школам у Москві, Санкт-Петербурзі й Києві.
Характерною особливістю його творчості була схильність до узагальнень, він намагався створити цілісне, образне бачення істор. процесу. Власні концепції розвивав на ґрунті геґелівської конструкції всесвітньої історії (див. Г.-В.Геґель). Підкреслював, що історії властиві унікальність та неповторність і вона може бути пізнана, оскільки в її основі лежать реальні події, істор. факти. Вважав, що універсальність історії — це «синтетичне» поєднання загального та індивідуального, яке має конкретні прояви в релігії, у держ. утвореннях, науці, мист-ві, госп-ві. Переконував (зокрема у статті «Декілька слів про Римську історію»), що як істор. процес у цілому, так і локалізовані в просторі й часі індивідуальні істор. утворення розвиваються за «вищими законами діалектики історії». Важливе місце в поступі історії відводив державі. Під впливом К.Ріттера велику увагу в істор. і культ. розвиткові народів приділяв природничо-геогр. фактору. Розробляв сходознавчі проблеми.
Сучасні дослідники вважають, що Л. був талановитим педагогом і оратором, популяризатором геґелівської філософії історії, праць А.Геєрена, Б.Нібура, Ф.Гізо, Е.Гіббона.